# Pjotr Tjardynin
Pjotr Tjardynin (russisk: Пётр Иванович Чардынин) (født 27. januar 1873 i Penza Guvernatet i det Russiske Kejserrige, død 14. august 1934, Odessa i Sovjetunionen) var en russisk filminstruktør og skuespiller.

## Filmografi
Som instruktør
- Bojar Orsja (Боярин Орша, 1909)[1]
- Mørkets magt (Власть тьмы, 1909)
- Døde Sjæle (Мёртвые души, 1909)[2]
- Pikovaja dama (da.: Spar Dame, 1910)
- Hus i Kolomna (Домик в Коломне, 1913)[3]
- Onkels lejlighed (Дядюшкина квартира, 1913)[4]
- Krysantemum (Хризантемы, 1914)
- Fatamoganaer (Миражи, 1915)
- U kamina (У камина, 1917)
- Vær stille, sorg, vær stille (Молчи, грусть, молчи, 1918)

Som skuespiller
- Drama v Moskve (da.: Drama i Moskva, 1906)
- Russkaja svadba XVI stoletija (da.: Russisk bryllup i det 16. århundrede, 1909)
- Pesn pro kuptsa Kalasjnikova (da.: Sang om købmanden Kalasjnikov, 1909)
- Eugen Onegin (1911)